# LC Waikiki
LC Waikiki или такође познат као LCW, је истанбулски ланац конфекцијске компаније са 54.000 запослених. Компанија је добила име по плажи Ваикики на Хавајима и почетном слову француских речи " Les Copains", што значи "пријатељи".

## Историја
Компанија је основана у Паризу 1988. Постала је турска организација 1997. након што ју је купила Tema Tekstil.  Бренд је стекао популарност 1990-их са одећом на којој је била маскота мајмуна. 

## Продавнице

### У свету
Након што га је купила Tema Tekstil, отворена је прва продавница у Румунији. До марта 2020. компанија је имала 1.004 продавнице у 47 земаља.  Закључно са јануаром 2021., компанија је отворила своју прву продавницу у Уганди.  Исте године компанија је отворила своју прву продавницу у Латинској Америци. 

### Турска
У Турској има више од 400 продавница, распоређених у 80 провинција. 

### Костарика
Прва продавница отворена у Костарики налази се у граду Алахуела.

### Остали брендови
- LC Waikiki Home
- LC Waikiki Outlet
- LC Waikiki Dream
- LC Waikiki Baby
- LC Waikiki Steps
- LC Waikiki Look